# VV DBS
VV DBS, voluit Voetbalvereniging Door Broederschap Sterk, is een Nederlandse amateurvoetbalvereniging uit Eindhoven die werd opgericht op 17 februari 1953. Het eerste elftal van de club speelt in het seizoen 2024/25 in de Derde klasse zondag van het KNVB-district Zuid-I na promotie uit de Vierde klasse in het seizoen 2016/17 toen de club was ingedeeld in 4G van Zuid-II.
Sinds 2005 is de vereniging gehuisvest op Sportpark Meerhoven in de Eindhovense wijk Meerhoven. Daarvoor was men gevestigd in Strijp, waar het sportpark werd gedeeld met aartsrivaal Brabantia. Doordat DBS naast leden uit Strijp ook nieuwe leden aantrok uit de nieuwe woonwijk Meerhoven is de club doorgegroeid naar meer dan duizend leden. In totaal zullen ongeveer 55 elftallen wekelijks spelen in de diverse competities.

## Erelijst
| Kampioenschappen          |    |      |
| 1e klasse zondag          | 1× | 1994 |
| 3e klasse zondag          | 1× | 1989 |
| 4e klasse zondag          | 1× | 1983 |
| 5e klasse zondag          | 1× | 2014 |
| Bekertoernooien           |    |      |
| Districtsbeker Zuid I     | 1× | 2004 |
| Promotie via nacompetitie |    |      |
| Promotie 1e klasse        | 1× | 1991 |
| Promotie 3e klasse        | 1× | 2017 |

## Competitieresultaten 1971–2024
- 1971 7e
Vierde klasse D
- 1972 8e
Vierde klasse D
- 1973 5e
Vierde klasse D
- 1974 12e
Vierde klasse D
- 1975
- 1976
- 1977
- 1978
- 1979
- 1980
- 1981
- 1982
- 1983 1e
Vierde klasse D
- 1984 4e
Derde klasse A
- 1985 2e
Derde klasse A
- 1986 2e
Derde klasse A
- 1987 4e
Derde klasse A
- 1988 5e
Derde klasse A
- 1989 1e
Derde klasse A
- 1990 4e
Tweede klasse B
- 1991 2e
Tweede klasse A
- 1992 4e
Eerste klasse E
- 1993 5e
Eerste klasse E
- 1994 1e
Eerste klasse E
- 1995 6e
Hoofdklasse C
- 1996 5e
Hoofdklasse C
- 1997 7e
Hoofdklasse B
- 1998 5e
Hoofdklasse B
- 1999 8e
Hoofdklasse B
- 2000 12e
Hoofdklasse B
- 2001 3e
Eerste klasse C
- 2002 4e
Eerste klasse C
- 2003 8e
Eerste klasse C
- 2004 3e
Eerste klasse C
- 2005 10e
Eerste klasse C
- 2006 8e
Tweede klasse F
- 2007 12e
Tweede klasse F
- 2008 3e
Derde klasse D
- 2009 9e
Derde klasse D
- 2010 12e
Derde klasse D
- 2011 11e
Vierde klasse G
- 2012 7e
Vijfde klasse H
- 2013 4e
Vijfde klasse H
- 2014 1e
Vijfde klasse E
- 2015 7e
Vierde klasse G
- 2016 8e
Vierde klasse G
- 2017 3e
Vierde klasse G
- 2018 10e
Derde klasse D
- 2019 8e
Derde klasse D
- 2020 10e
Derde klasse D
- 2021 12e
Derde klasse D
- 2022 6e
Derde klasse D
- 2023 10e
Derde klasse D
- 2024 9e
Derde klasse D
- 2025
Derde klasse F

In elke staaf van de grafiek staat van boven naar beneden vermeld: 
- Eindnotering

Dit is de positie die de club heeft bereikt in de competitie, zonder eventuele beslissings-, play-off- of nacompetitiewedstrijden die nodig zijn geweest om bijvoorbeeld de kampioen van de competitie te bepalen.
Indien een * achter het getal staat is de notering een tussenstand en kan het zijn dat de notering niet overeenkomt met de uiteindelijke eindstand van de competitie.
Staat er een - dan is het seizoen nog bezig en is er geen definitieve uitslag bekend.
Staat er xx op de positie van de notering, dan heeft de club vroegtijdig de competitie verlaten. Dit kan onder andere komen door terugtrekking van het team, faillissement van de club of door een uitgedeelde straf van de KNVB. In veel gevallen staat elders in het artikel de reden vermeld.
Staat er een ? dan is het resultaat uit het verleden onbekend, en is alleen de competitie of het niveau bekend van dat seizoen.
In de seizoenen 2019/20 en 2020/21 werd wegens de coronacrisis het amateurvoetbal afgebroken. Daardoor kennen deze staven geen eindklassering (middels -- weergegeven).
- Competitieniveau en afdelingsletter of Officiële eindstand Eredivisie
  - Competitieniveau en afdelingsletter

Hierbij geeft het getal het niveau weer, dat ook terug te vinden is in de legenda. De letter is de afdelingsaanduiding en wordt gebruikt wanneer er meer afdelingen zijn op hetzelfde niveau. De afdelingsletter is altijd een hoofdletter en wordt meestal zonder nummer gebruikt.
Voorbeeld: 2F is niveau 2e klasse competitie F.
Het competitieniveau en nummer wordt niet vermeld wanneer er slechts één competitie van dit niveau was.
  - Officiële eindstand Eredivisie (getal staat tussen haakjes vermeld)

Sinds de introductie van play-offwedstrijden voor Europees voetbal na afloop van de reguliere competitie in 2005/06, is de KNVB verplicht een eindstand van de Eredivisie door te geven aan de UEFA aan de hand van deze play-offwedstrijden.
Bij deze eindstand staan clubs die zich hebben gekwalificeerd voor Europees voetbal hoger dan clubs die zich niet wisten te kwalificeren. Indien er geen verschil was tussen de eindnotering en de officiële eindstand, staat dit getal niet vermeld.

- Onderafdeling

Hier staat afgekort de naam van de onderafdeling indien de club in dat jaar in een onderafdeling uitkwam. Tevens staat deze afkorting in de legenda en wordt gelinkt naar het artikel over deze onderafdeling. Deze afkorting wordt alleen vermeld wanneer de club in het verleden in verschillende onderafdelingen heeft gespeeld. Deze vermelding is in de staaf altijd in kleine letters. Deze onderafdelingen zijn na het seizoen 1995/96 afgeschaft. Heeft de club in slechts één onderafdeling gespeeld, dan is dit alleen terug te vinden in de legenda.
Onder de staaf staat het jaartal vermeld waarin het seizoen is afgesloten. 15 verwijst naar het seizoen 2014/15 of eventueel het seizoen 1914/15.
Wanneer een staaf leeg is, zijn deze gegevens niet bekend. Het kan ook zijn dat de club dat seizoen niet heeft meegespeeld op het hogere amateurniveau, vroegtijdig de competitie heeft verlaten of uit de competitie is gezet.

In het seizoen 1944/45 was er wegens de Tweede Wereldoorlog geen regulier competitievoetbal.
- Hoofdklasse
- Eerste klasse
- Tweede klasse
- Derde klasse
- Vierde klasse
- Vijfde klasse

## Bekende (oud-)voetballers
- Koen Berkers
- Sjef Blatter
- Ernest Faber
- Otman Bakkal
- Sergio Kawarmala
- Thomas Hooyberghs
- Jarno Janssen
- Ritchie Schiffer